# Zàitseve (Crimea)
|  | Per a altres significats, vegeu «Zàitsevo». |

Zàitseve (en ucraïnès: Зайцеве) és un poble de la República Autònoma de Crimea a Ucraïna, que el 2014 tenia 96 habitants. Pertany al districte de Txornomórske.